# Тит Печерски
Свети Тит Печерски је био презвитер и имао љубав нелицемерну према ђакону Евагрију, као брат према брату. Но колика би њихова прва љубав, толика потом наста међусобна вражда и мржња, посејана ђаволом. Тако се омрзоше, да кад је један кадио у цркви, други се окретао и излазио напоље. Тит је покушавао више пута да се измири са својим противником, но узалуд. Разболе се Тит, и сви су мислели да ће умрети. Замоли Тит да му доведу Евагрија, да се опросте. Силом довукоше Евагрија до постеље Титове, но Еваргије се оте и побеже говорећи, да неће Титу простити ни овога ни онога света. Како то рече, тако се простре на земљу и издахну. А Тит се диже из постеље здрав и исприча како су демони облетали око њега све док он не опрости Евагрију, а када му опрости, демони одбегоше и нападоше Евагрија, а њега окружише ангели Божји. Скончао 1190. године.
Српска православна црква слави га 27. фебруара по црквеном, а 12. марта по грегоријанском календару.